# Méthode BCA
Pour les articles homonymes, voir BCA.

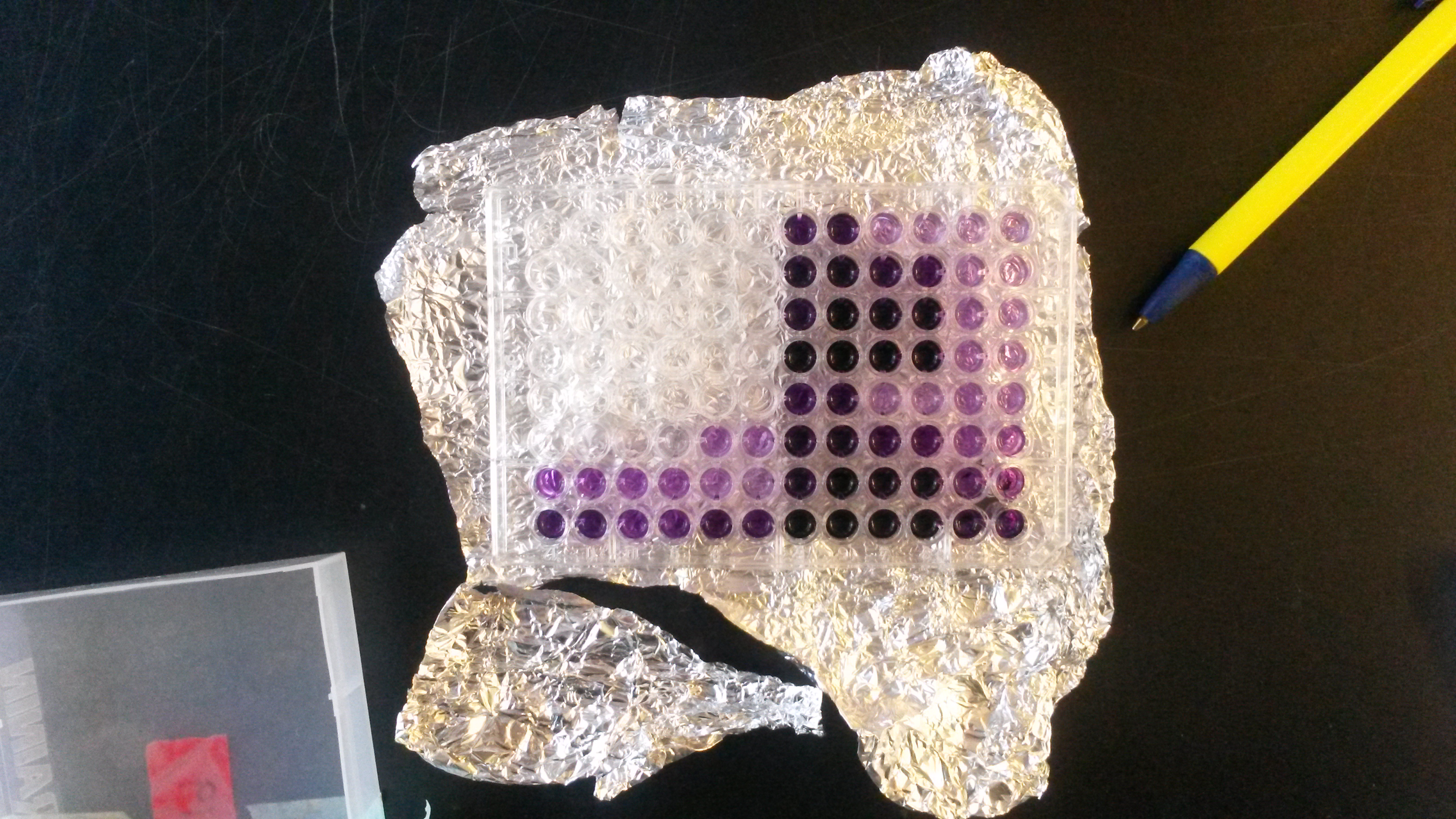
Plaque 96 puits utilisée pour un dosage des protéines par BCA

La méthode BCA (Pour BiCinchoninic acid Assay), ou BC Assay, est un dosage colorimétrique des protéines, basé sur l'acide bicinchoninique.

## Principe
Les protéines réduisent l'ion cuivrique Cu(II) en Cu(I) en milieu alcalin. L'acide bicinchoninique est un réactif chromogène hautement spécifique pour le Cu(I), qui forme un complexe pourpre ayant une absorption optique maximale à 562 nm (peut être lu entre 540 et 590 nm). L'absorbance est proportionnelle à la concentration de protéines. Cette méthode est une alternative à la méthode de Lowry, elle-même une amélioration du réactif de Folin-Ciocalteu.

## Usage
La méthode BCA est utilisable dans une gamme de concentrations de 0,5 µg/ml à 2 mg/ml selon les formulations, et est beaucoup plus linéaire que l'autre dosage colorimétrique largement utilisé au laboratoire, basé sur le Coomassie (méthode de Bradford). Il présente en outre 2 à 3 fois moins de variations de signal selon le type de protéines.
Il faut cependant réaliser une gamme d'étalonnage avec une protéine référence.
Son usage a été popularisé par le fait qu'il s'accommode d'échantillons contenant des substances classiquement interférentes avec le Bradford, notamment de nombreux détergents (SDS), les lipides, les acides nucléiques. Ses limitations concernent les échantillons contenant des agents réducteurs ou chélatants, d'où la nécessité de combiner des méthodes de dessalage comme une dialyse ou une précipitation des protéines à l' acide trichloroacétique (TCA) pour enlever ces substances. 
La méthode BCA est aussi utilisable pour doser les ions cuivriques, et les sucres (réducteurs).

## Historique
La méthode BCA a été inventée par Paul Smith en 1985.

## Autres méthodes de dosage des protéines
- Dosage par spectrométrie UV
- Dosage par le Coomassie (méthode de Bradford)
- Dosage par l'épicocconone
- Dosage par le WST-1
- Dosage par le réactif de Biuret
- Dosage par le réactif de Lowry